# Порфирий (Махериотис)
Епископ Порфирий Махериотис (греч. Χωρεπίσκοπος Πορφύριος Μαχαιριώτης; 16 апреля 1966, Пера Орини, район Левкосия) — епископ Кипрской православной церкви, хорепископ Неапольский, викарий Кипрской архиепископии. Представитель Кипрской православной церкви при Европейском Союзе.

## Биография
По окончании в 1984 году лицея народного мученика Киприана в Строволосе проходил службу в национальной гвардии.
После демобилизации в сентябре 1986 года поступил на философский факультет Афинского университета на отделение археологии. Завершив обучение в Афинском университете в 1990 году, поступил на богословский факультет Университета Аристотеля в Салониках.
В 1994 году вернулся на Кипр, где преподавал в Духовной семинарии апостола Варнавы.
В сентябре 1995 году принят в число братии Монастыря Божией Матери Махера. 15 августа 1998 года был рукоположён во диакона хорепископом Тримифунтским Василием (Караяннисом).
В феврале 1999 года, после избрания настоятеля Махерского монастыря архимандрита Афанасия правящим архиереем Лимасольской митрополии, последовал за ним.
В апреле 1999 года был рукоположён во пресвитера, в марте 2000 года возведён в сан архимандрита, а в декабре 2001 года — в достоинство духовника митрополитом Лимасольским Афанасием.
Во время пребывания в Лимассольской митрополии исполнял обязанности служащего священника в общинах Пано Платрон, Като Амианту и приходе святого Нектария Лимассольского, а также духовника в гимназиях и лицеях Лимасола.
В 2000—2006 годах являлся вице-президентом фонда Соломона Панагиди, в 2004—2007 годах — одним из основателей и председателем Центра исследований окружающей среды и образования Кипра, а также заведующим отделом памятников и святынь Лимассольской митрополии.
5 октября 2007 года на чрезвычайном заседании Священного Синода Кипрской Православной Церкви по предложению архиепископа Кипрского Хризостома II был избран архиепископским викарием с титулом Неапольский. Кроме того назначен главой новообразованного представительства Кипрской православной церкви при Европейском Союзе в Брюсселе.
Его архиерейская хиротония состоялась 27 октября того же года.
27 ноября 2013 года Константинопольский Патриархат канонизировал старца Порфирия Кавсокаливита, после чего епископ Порфирий перенёс свой день тезоименитства на 2 декабря.